# Михельсон, Борис Андреевич
Борис Андреевич (Бернгард Гейнрихович) Михельсон (нем. Bernhard Heinrich Michelson; 1812—1887) — русский агроном

-педагог.

## Биография
Родился 20 июня (2 июля) 1812 года в Феллине.
В 1824—1828 году учился в Ревельской гимназии, в 1829—1834 годах — в Дерптском университете, в 1837—1839 годах — в Тарандтской лесной академии. От Министерства государственных имуществ ездил в командировку в Бельгию. Изучая там постановку сельского хозяйства, он предложил ограничиваться обработкой такого количества пахотных земель, на которое имеются в наличии в настоящее время трудовые ресурсы и капиталы для высокоинтенсивной их обработки; остальные же земли предлагал запустить под выгон и лес, с таким расчётом, чтобы  будущие поколения получили в виде капитала лес и удобренные земли, подготовленные для ведения сельского хозяйства.
Работал управляющим Горыгорецкой учебной фермы (1845—1860) и, одновременно, был адъюнкт-профессором Горыгорецкого земледельческого института (1840—1860). После реорганизации института, в 1864 году поступил главным управляющим имениями графа А. А. Бобринского, купил имение «Кроткое» в Ефремовском уезде Тульской губернии (ныне Куркинский район Тульской области), которое его тесть Иван Александрович Стебут — был женат на его дочери Екатерине — превратил в образцовое хозяйство.
Последние годы жил в Москве, где и умер в чине действительного статского советника 8 (20) декабря 1887 года. Похоронен на Введенском кладбище.
Опубликовал ряд работ по вопросам луговодства, свеклосахарного хозяйства и овцеводства:
- О вредных для свекловицы насекомых // «Сельское хозяйство». — 1860. — № 8. — С. 35—37.
- О разведении люцерны в южной части Киевской губернии // «Сельское хозяйство». — 1862. — № 1.
- Мнение … о ведении хуторского хозяйства // «Труды Московского сельского хозяйства». — 1881. — Вып. 8.

Был женат на Наталье Анжеловне Кампиони (12.08.1818—14.03.1895); была похоронена в Новодевичьем монастыре. Их дочь Екатерина (?—1904), в замужестве Стебут.